# Обуховка (Миллеровский район)
Обуховка — хутор в Миллеровском районе Ростовской области. Входит в состав Первомайского сельского поселения.

## География
На хуторе имеется одна улица: Обуховская.

## Население
| 2010 |
| ---- |
| 13   |